# Carro de cabos
Um carro de cabos (em inglês:  cable car) é um meio de transporte puxado por um ou mais cabos de aço. O transporte pode ser feito de várias formas: na vertical (elevador), horizontal (funicular e carruagem por cabos), aéreo (teleférico, funitel, etc).